# Oligoneura nagatomii
Oligoneura nagatomii är en tvåvingeart som beskrevs av Evert I. Schlinger 1971. Oligoneura nagatomii ingår i släktet Oligoneura och familjen kulflugor. Inga underarter finns listade i Catalogue of Life.